# 강보형
강보형(姜寶馨, 일본식 이름: 鳥山馨 도리야마 가오루, 1892년 ~ ?)은 일제강점기와 대한민국 건국 초기의 경찰 간부이다.

## 생애
경상남도 하동군 출신이며, 본관은 진양이다. 경남 진주의 진주공립농업학교를 졸업했다.
1914년 창원군에서 조선총독부 관리로 이력을 시작했다. 1919년에는 경상남도 군속이 되었다. 1920년부터 조선총독부 도경부보에 임명되어 경상남도 산청군의 산청경찰서에서 재직하면서 경찰관으로 전직했다. 1923년에는 부산부 수상경찰서로 전근했고, 이듬해 조선총독부 세관감리를 겸임하여 부산세관 소속으로 일했다.
1925년에 도경부가 되어 울산경찰서에 발령받았고, 1931년부터 3년 동안은 마산경찰서에서 근무했다. 1934년에 진주경찰서에 발령받아 재직하던 중 1935년에 조선총독부가 시정25주년 기념으로 표창자를 선정했을 때 포함되었다.
이후 소수의 한국인에게만 진급이 허용되었던 경찰 고위 계급인 경시에까지 올랐다. 전라북도 임실군과 고창군의 군수를 지냈고, 전북 경무과장, 전북 경무부차장, 전북 경찰학교장, 전북 경찰부장 등을 역임했다. 1946년 경찰 행정기구가 개편된 뒤 충북지방경찰청장과 충남지방경찰청장을 차례로 지냈다.
강보형은 유도와 검도가 각각 2단인 무술 유단자였다.
2002년 민족정기를 세우는 국회의원모임이 발표한 친일파 708인 명단 중 경시 부문에 수록되었고, 2008년 민족문제연구소에서 친일인명사전에 수록하기 위해 정리한 친일인명사전 수록예정자 명단 관료 부문과 경찰 부문에 포함되었다.

## 참고자료
- 강보형(姜寶馨) - 국사편찬위원회
- 강보형(姜寶馨) - 국사편찬위원회